# Ингельс, Бьярке
Бьярке Бундгард Ингельс (дат. Bjarke Bundgaard Ingels, датское произношение: [ˈpjɑːkə ˈpɔnkɒ ˈe̝ŋˀl̩s]; род. 2 октября 1974 года) — датский архитектор, основатель и креативный партнёр архитектурного бюро Bjarke Ingels Group (BIG).

## Происхождение и ранние годы
Ингельс родился в Копенгагене в 1974 году в семье Кнуда Йенсена (дат. Knud Jensen), инженера по волоконно-оптическим кабелям, и матери-дантинса Елизабет Ингельс (дат. Elisabet Ingels). Все трое детей носят фамилию матери, так как это имя, по заключению семьи, «интереснее».
В 1993 году Бьярке начал шестилетний курс обучения в Школе архитектуры при Датской королевской академии изящных искусств. Первые два года он преимущественно оттачивал свои навыки рисования, но затем познакомился с архитектурой. По его собственным словам, он осознал, что «архитектура — это не только форма искусства. Она не может существовать вне социальных, экономических и политических обстоятельств». Его захватила тектоника и работы профильных архитекторов: Алвара Аалто, Алвару Сиза и Энрика Мираллеса. Желание работать с Мираллесом и пожить в Барселоне подтолкнули Бьярке к поступлению в Высшую техническую школы архитектуры (исп. Escola Tècnica Superior d'Arquitectura), входящую в состав Политехнического университета Каталонии. Однако вскоре он разочаровался в абстрактности и оторванности от реальности идей в мастерской Мираллеса. Тем не менее новое окружение в Барселоне превратило Ингельса в «совершенно нового человека». Там же в Барселоне в 1998 году он основал партнёрство с ещё четырьмя студентами для конкурсной работы над проектом по расширению университетского кампуса. В числе десяти фирм они вышли в финал, получили 90 тысяч долларов на дальнейшее проектирование, но из-за отсутствия общего видения не смогли выиграть конкурс. После проигрыша партнёрство распалось.
В 1999 году Бьярке вернулся в Копенгаген, окончил Академию, после чего устроился на стажировку в Роттердам в бюро OMA архитектора Рема Колхаса. С архитектурой и книгами Колхаса Бьярке познакомился ещё в Барселоне. Он увлёкся его идеями и проникся «пониманием архитектуры как инструмента общества, а не автономной формы искусства». Чтобы получить стажировку у именитого архитектора он ещё на пятом году учёбы собрал внушительное портфолио экспериментальных проектов, среди которых, например, был проект подземного автосалона. Это портфолио обеспечило ему место в OMA, где его первой работой стал проект Центральной библиотеки Сиэтла, построенной в 2004 году.
В Дании Ингельс прославился после того, как спроектировал два жилых комплекса в Эрестаде, новом районе Копенгагена: VM Houses и Mountain Dwellings. В 2006 году он основал Bjarke Ingels Group, штат которой вырос за 10 лет до 400 человек и которая отличилась такими проектами, как жилой комплекс 8 House в Эрестаде, VIA 57 West на Манхэттене, калифорнийская штаб-квартира Google в Маунтин-Вью (разработан совместно с Томасом Хевервиком), парк Суперкилен и работающая на отходах электростанция Amager Bakke — последняя включает в себя горнолыжный склон и скалодром на фасаде здания.
С 2009 Ингельс стал победителем многочисленных архитектурных конкурсов. В 2012 году он переехал в Нью-Йорк, где вдобавок к проектированию VIA 57 West компания выиграла конкурс на лучший проект по улучшению защиты Манхэттена от наводнений после урагана Сэнди, а также одно время проектировало новое здание Всемирного торгового центра 2. Об Ингельсе и его компании в 2017 году был снят документальный фильм «Время BIG».
В 2011 году издание Wall Street Journal присвоило Ингельсу звание «Инноватора года» в области архитектуры, а в 2016 Time Magazine включил его в число «100 самых влиятельных людей».
Ярким произведением архитектурного бюро Бьярке Ингельса стал многоквартирный дом Sluishuis на берегу бухты Эй в Амстердаме, где лодки могут пришвартоваться прямо во внутреннем дворе.